# Apostolepis cearensis
Apostolepis cearensis là một loài rắn trong họ Colubridae. Loài này được Gomes mô tả khoa học đầu tiên năm 1915.